# Das radikal Böse
Das radikal(e) Böse ist ein Gegenstand der Geschichts- und Moralphilosophie. Immanuel Kant sprach über das „radicale“ Böse als eine anthropologische Konstante, ein Hang zur Neigung, dem Sittengesetz zuwiderzuhandeln. Hannah Arendt verwandte den Ausdruck „das radikal Böse“ mit Bezug auf Kant in ihrem Frühwerk hinsichtlich ihrer Suche nach Erklärungen für den Holocaust als Chiffre für ein Denk- und Handlungsmuster, das dem industriellen Massenmord zu Grunde liegt.
Die beiden Positionen gebrauchen „radikal“ (von lateinisch radix, Wurzel) also in verschiedener Weise: Kant geht es darum, die „Wurzel“ des Bösen zu bestimmen, während Arendt damit ein Extrem, eine Maximalform des Bösen ohne jede Beschränkung meint.

## Immanuel Kant
Im April 1792 publizierte Kant in der Berlinischen Monatsschrift den Aufsatz Über das radikal Böse in der menschlichen Natur, den er dann als Erstes Stück in seine ein Jahr später erscheinenden Schrift über Die Religion innerhalb der Grenzen der bloßen Vernunft aufnahm.
Das Böse bestimmt Kant als Option der menschlichen Freiheit, entgegen den „objektiven Gesetzen der Sittlichkeit“ zu handeln, die für ihn das Gute bestimmen. Nach Kant ist das Böse radikal, insofern es als Neigung oder „Hang zum Bösen“ in der menschlichen Natur verwurzelt ist, d. h. es hat anthropologischen Rang. Der Hang zum Bösen ist hier der „subjektive […] Grund […] der Möglichkeit einer Abweichung der Maximen vom moralischen Gesetze“ (Immanuel Kant: AA VI, 29) und muss selbst als ein „Actus der Freiheit“ (Immanuel Kant: AA VI, 21) verstanden werden, der „dem moralischen Vermögen der Willkür ankleben [muss]“ (Immanuel Kant: AA VI, 31) – sonst ließe sich das Verhalten nämlich gar nicht moralisch bewerten.
Der Mensch hat also von Natur einen Hang zum Bösen. Dabei grenzt Kant die Natur des Menschen von seinem allgemeinen Naturbegriff ab (vgl. Immanuel Kant: AA VI, 21). „Die Natur“ meint das Gesamtsystem der Erscheinungen, die durch das Kausalprinzip in Ursache-Wirkungs-Zusammenhängen verbunden sind. Dieser Natur hatte Kant schon in der Kritik der reinen Vernunft die Möglichkeit transzendentaler Freiheit gegenübergestellt. In der „Natur des Menschen“ oder vielmehr im menschlichen Wesen sind Freiheit und Kausalität miteinander verbunden: Wenn dem konkreten Verhalten ein auf Gründen und Maximen beruhender individueller „Gebrauch“ der transzendentalen Freiheit (Spontaneität) zugrunde liegt, kann es als zurechnungsfähiges Handeln verstanden werden. Mit der Möglichkeit dieses individuellen Gebrauchs enthält die menschliche Natur sowohl die „Anlage zum Guten“ wie den „Hang zum Bösen“.
Diesen Hang zum Bösen bestimmt Kant bereits in der Kritik der praktischen Vernunft (KpV) und in der Grundlegung zur Metaphysik der Sitten (GMS). Kant spricht davon, dass der Mensch in seinem Streben nach Glückseligkeit, der Erfüllung aller Bedürfnisse und Neigungen, ein „mächtiges Gegengewicht“ zum kategorischen Imperativ besitzt. Daraus entspringe „eine natürliche Dialektik“, die er als „Hang“ des Menschen bezeichnet, „wider die Gesetze der Pflicht zu vernünfteln, und ihre Gültigkeit […] in Zweifel zu ziehen“ (Immanuel Kant: AA IV, 405 : GMS). Diesen Gedanken greift er in der KpV wieder auf. Dort bestimmt er den Hang als „Selbstliebe“ und „Eigendünkel“, als Neigung des Menschen, „sich selbst nach den subjectiven Bestimmungsgründen seiner Willkür zum objectiven Bestimmungsgrunde des Willens überhaupt zu machen“ (Immanuel Kant: AA V, 47 : KpV). D. h. die Selbstliebe mit ihrem Streben nach Glück wird durch die freie Vernunftbestimmung zum unbedingten Gesetz des eigenen Handelns, anstatt des moralischen Gesetzes. Es sind also nicht die individuellen biologischen Bedürfnisse und persönlichen Neigungen selbst, die den Hang zum Bösen ausmachen, sondern die darüber hinausgehende Neigung der Vernunft, diese subjektiven und nicht-allgemeinen Bestimmungsgründe des Willens mit den objektiven zu verwechseln und ihre Erfüllung zur unbedingten Maxime des eigenen Handelns zu machen. Der kategorische Imperativ ist nun gerade das Gebot, aus objektiven Gründen zu handeln: „[…] handle nur nach derjenigen Maxime, durch die du zugleich wollen kannst, daß sie ein allgemeines Gesetz werde.“ (Immanuel Kant: AA IV, 421 : GMS). Die praktische Vernunft besitzt in der „Achtung“ für das moralische Gesetz bzw. für dessen Unterscheidung vom Prinzip der Selbstliebe eine „Triebfeder“, um die Willkür zur Entscheidung für die Umsetzung des moralischen Gesetzes zu bewegen. Nur wenn der Mensch dem moralischen Gesetz folge leistet, ist er nach Kant autonom, d. h. er wird seinem Wesen als Mensch gerecht. Lässt sich der Mensch dagegen von seiner Selbstliebe und dem Streben nach Glück leiten, so ist er fremdbestimmt.

„Dieses Böse ist radical, weil es den Grund aller Maximen verdirbt; zugleich auch als natürlicher Hang durch menschliche Kräfte nicht zu vertilgen, weil dieses nur durch gute Maximen geschehen könnte, welches, wenn der oberste subjective Grund aller Maximen als verderbt vorausgesetzt wird, nicht statt finden kann; gleichwohl aber muß er zu überwiegen möglich sein, weil er in dem Menschen als frei handelndem Wesen angetroffen wird.“

Das Böse ist also radikal, weil es ebenso wie die Anlage zum Guten in der Tiefe des menschlichen Freiheitsvermögens wurzelt und damit den „Grund aller Maximen“ verderben kann.
Anlage und Hang sind dabei nicht gleichrangig, denn die Anlage zum Guten gehört notwendig zur Möglichkeit des menschlichen Wesens, während der Hang zum Bösen „für die Menschheit zufällig“ (Immanuel Kant: AA VI, 25) ist, d. h. der Hang zum Bösen ist für den Menschen begrifflich nicht wesentlich, obwohl er allgemein zur menschlichen Gattung gehört. Kant unterscheidet nämlich die „Anlage zur Tierheit“, die Menschen als biologischen Lebewesen zukommt, und die „Anlage für die Menschheit“, die die menschliche Natur als vernünftiges Wesen ausmacht, von der individuellen Anlage „für seine Persönlichkeit“. Nur durch letztere ist der Einzelne ein moralischer „Zurechnung fähig[es] Wesen“ (Immanuel Kant: AA VI, 26), also eine Person, die für ihre eigenen Taten individuell verantwortlich gemacht werden kann. Die Anlage für die Persönlichkeit besteht in der „Empfänglichkeit der Achtung für das moralisch Gesetz, als einer für sich hinreichenden Triebfeder der Willkür“ (Immanuel Kant: AA VI, 27). Ist die Empfänglichkeit für die Achtung nun individuell schwach ausgeprägt, so ist der individuelle Hang zum Bösen, den Kant auch als „Verderbtheit (corruptio) des menschlichen Herzens“ (Immanuel Kant: AA VI, 30) bezeichnet, sehr stark, wodurch die Anlage zur Menschheit, zur Autonomie, pervertiert wird (vgl. Immanuel Kant: AA VI, 30): statt des moralischen Gesetzes bestimmen individuelle Neigungen und Neigungen der Gattung das Handeln. Durch Mängel auf den anderen Stufen der Anlage wird der Hang verstärkt, nämlich durch die „Gebrechlichkeit (fragilitas) der menschlichen Natur“ und „die Unlauterkeit des menschlichen Herzens“ (Immanuel Kant: AA VI, 30), d. h. besondere biologische Bedürftigkeit und mangelnde Wahrhaftigkeit gegenüber sich selbst. Das Böse ist dabei keine eigene „Triebfeder“, sondern die „Verkehrtheit (perversitas) des menschlichen Herzens“ (Immanuel Kant: AA VI, 30): Die Achtung für das moralische Gesetz wird in der Bestimmung des Willens der Selbstliebe untergeordnet und damit die „sittliche Ordnung der Triebfedern“ (Immanuel Kant: AA VI, 36) umgedreht.
Böse Handlungen sind nach Kant individuell verschuldet und müssen trotz des allgemeinen Hangs individuell verantwortet werden. Zurechnungsfähig ist aber für Kant nur das, was durch eigene Tat geschieht. Der Hang zum Bösen selbst kann aber nicht das Resultat einer empirischen Handlung sein, weil er als der subjektive Bestimmungsgrund der Willkür definiert wird und daher a priori zu jeder konkreten (empirischen) Handlung sein muss. Kant löst das Problem, indem er eine „intelligible Tat“ (Immanuel Kant: AA VI, 31) postuliert, in der der Mensch seine oberste Maxime festlegt, von der alle anderen Maximen abhängen. Diese hat einen reinen Vernunftursprung und keinen zeitlichen Ursprung und kann, wenn überhaupt, deshalb bloß durch reine Vernunft und ohne alle Zeitbedingungen erkennbar sein. Unter diesem Gesichtspunkt ist jeder Mensch durch die Wahl seiner Maxime entweder gut oder böse. Bei einer empirischen Beurteilung der Handlungen können diese nicht nach den Extremen bewertet werden, sondern fallen in Grauzonen der Gleichgültigkeit gegenüber dem Gesetz oder der Mischung von Selbstliebe und Achtung (vgl. Fußnote zu Immanuel Kant: AA VI, 39).

## Hannah Arendt
In Bezug auf die Erfahrung des Holocaust beschäftigte sich die politische Theoretikerin Hannah Arendt mit der Frage nach dem radikal Bösen und kam dabei zu unterschiedlichen Auffassungen in frühen Äußerungen und im späteren Verlauf ihrer Studien. In ihrem Denktagebuch hielt Arendt im Juni 1950 fest:

„Das radikal Böse ist das, was nicht hätte passieren dürfen, d. h. das, womit man sich nicht versöhnen kann, was man als Schickung unter keinen Umständen akzeptieren kann, und das, woran man auch nicht schweigend vorübergehen darf. Es ist das, wofür man die Verantwortung nicht übernehmen kann, weil seine Folgerungen unabsehbar sind und weil es unter diesen Folgerungen keine Strafe gibt, die adäquat wäre. Das heißt nicht, daß jedes Böse bestraft werden muss; aber es muss, soll man sich versöhnen oder von ihm abwenden können, bestrafbar sein.“

Das radikal Böse zeigt sich in diesem Splitter vor allen Dingen an seinen historisch-moralischen Folgen.
In einem Brief an Karl Jaspers aus dem März 1951 versuchte sie eine vorläufige Typisierung:

„Was das radikal Böse nun wirklich ist, weiß ich nicht, aber mir scheint, es hat irgendwie mit den folgenden Phänomenen zu tun: Die Überflüssigmachung von Menschen als Menschen (nicht sie als Mittel zu benutzen, was ja ihr Menschsein unangetastet läßt und nur ihre Menschenwürde verletzt, sondern sie qua Menschen überflüssig zu machen).“

Die Bedingungen für das Auftreten des radikal Bösen verortete sie in ihrem politischen Hauptwerk Elemente und Ursprünge totaler Herrschaft (1951 auf Englisch) im Anspruch der totalen Herrschaft, auch hinsichtlich ihrer Möglichkeiten (und nicht nur in Hinblick auf die Subsumption der gesamten Gesellschaft unter die Herrschaft) total zu sein:

„Aber in ihrem Bestreben, unter Beweis zu stellen, dass alles möglich ist, hat die totale Herrschaft, ohne es eigentlich zu wollen, entdeckt, dass es ein radikal Böses wirklich geben könne. Als das Unmögliche möglich wurde, stellte es sich heraus, dass es identisch ist mit dem unbestrafbaren, unverzeihlichen radikal Bösen, das man weder verstehen noch erklären kann durch die Motive von Eigennutz, Habgier, Neid, Machtgier, Ressentiment, Feigheit.“

Zwischen März und April 1953 notierte Arendt in ihr Denktagebuch: „Es gibt das radikal Böse, aber nicht das radikal Gute. Das radikal Böse entsteht immer, wenn ein radikal Gutes gewollt wird.“
In ihrem Bericht Eichmann in Jerusalem von 1963 entwickelte sie ihre Vorstellung von der „Banalität des Bösen“. Demnach war in der Herrschaftsstruktur des Nationalsozialismus das Böse allgegenwärtig, darauf zielend, den Menschen als Menschen abzuschaffen und nach und nach alle Menschen im Namen abstrakter Fortschrittsziele industriell zu vernichten, bis nur noch Funktionsträger der „organisierten Ohnmacht“ des totalitären Systems übrig bleiben. Doch auch diese Funktionsträger können jederzeit ausgewechselt werden, so dass sie letzten Endes nur als Funktion überleben, nicht aber als Personen. Da Eichmann in Jerusalem Gegenstand heftiger Vorwürfe wurde, die in Arendts Beschreibung eine Verharmlosung oder gar Entschuldigung des Holocaust durch soziologische Umstände sehen wollten, erklärte Arendt ihre Position schließlich noch einmal 1965 in einer Vorlesungsreihe, die unter dem Titel Über das Böse erst aus dem Nachlass veröffentlicht wurde.